# Elytrimitatrix hondurenha
Elytrimitatrix hondurenha là một loài bọ cánh cứng trong họ Cerambycidae.